# National Geographic Wild (Canada)
National Geographic Wild, anciennement Nat Geo Wild, est une chaîne de télévision canadienne spécialisée de catégorie B en langue anglaise lancée le 7 mai 2012 et appartenant à Corus Entertainment (64 %) et National Geographic Society (36 %). Sa programmation est constituée de documentaires sur la vie sauvage, la défense et la protection de l'environnement et les animaux. Elle est éditée par National Geographic Channels International et utilisée sous licence.

## Histoire
En avril 2010, Shaw Communications a déposé une demande afin d'ajouter la version américaine de Nat Geo Wild à la liste des services par satellite admissibles du CRTC. La demande a été refusée en février 2011 à la suite des plaintes que le service ferait concurrence à Animal Planet (Canada) ainsi qu'à Oasis HD.
Shaw Media, filiale de Shaw Communications, a alors déposé une demande de licence auprès du CRTC afin d'exploiter une version canadienne de Nat Geo Wild, qui a été approuvée le 13 avril 2012. La chaîne a été lancée le 7 mai 2012 en format standard et haute définition.
Depuis le 1er avril 2016, Shaw Media appartient désormais à Corus Entertainment.
En 2019, Nat Geo Wild change son identité graphique et devient « National Geographic Wild ».

## Programmes
La chaîne diffuse des documentaires inédits et des émissions dévoilant la beauté de la vie sauvage et la richesse de l’environnement.

### Émissions
- Human Shark Bait
- Wild Mississippi
- America the Wild
- Live Like an Animal
- Shane Untamed
- Dangerous Encounters

## Identité visuelle

### Logos

Logo de Nat Geo Wild de 2012 à 2019
Logo de National Geographic Wild depuis 2019